# Kazimierz Szczekowski
Kazimierz Szczekowski (ur. 14 marca 1900 w Babinie, zm. 1940 w Katyniu) – major dyplomowany piechoty Wojska Polskiego, działacz niepodległościowy.

## Życiorys
Urodził się 14 marca 1900 w Babinie, w ówczesnym powiecie bracławskim guberni podolskiej, w rodzinie Jana, lekarza, i Wandy z Kossowskich (1875–1925), działaczki oświatowej, społecznej i niepodległościowej, pośmiertnie odznaczonej Krzyżem Niepodległości. Był młodszym bratem działaczy niepodległościowych oraz oficerów dyplomowanych Wojska Polskiego: Stanisława (1896–1966), podpułkownika pilota i Władysława (1898–1944?), podpułkownika artylerii.
Działał w Polskiej Organizacji Wojskowej. Od 15 lutego do 1 lipca 1920 był uczniem 25. klasy Szkoły Podchorążych w Warszawie. 9 listopada 1920 został mianowany podporucznikiem w piechocie z dniem 1 listopada 1920.
W latach 1921–1930 pełnił służbę w 59 pułku piechoty w Inowrocławiu. W międzyczasie, 3 maja 1922 został zweryfikowany w stopniu podporucznika ze starszeństwem z dniem 1 czerwca 1919 i 406. lokatą w korpusie oficerów piechoty, a 27 stycznia 1930 awansował na kapitana ze starszeństwem z dniem 1 stycznia 1930 i 170. lokatą w korpusie oficerów piechoty. Od 15 czerwca do 7 sierpnia 1930 roku odbył praktykę w 15 pułku artylerii polowej w Bydgoszczy, a od 15 października do 15 grudnia 1930 roku ukończył Kurs próbny przy Wyższej Szkole Wojennej. 5 stycznia 1931 roku został powołany do Wyższej Szkoły Wojennej w Warszawie, w charakterze słuchacza dwuletniego kursu 1930/1932. Z dniem 1 listopada 1932 roku, po ukończeniu kursu i otrzymaniu dyplomu naukowego oficera dyplomowanego, został przeniesiony do Departamentu Piechoty Ministerstwa Spraw Wojskowych w Warszawie. Na majora został awansowany ze starszeństwem z dniem 19 marca 1937 i 129. lokatą w korpusie oficerów piechoty. Wiosną 1939 pełnił służbę w Dowództwie 19 Dywizji Piechoty w Wilnie na stanowisku oficera do zleceń.
W czasie kampanii wrześniowej 1939 dostał się do niewoli radzieckiej. Przebywał w obozie putywlskim, a następnie w Kozielsku. Wiosną 1940 został zamordowany przez funkcjonariuszy NKWD w Katyniu i tam pogrzebany. Od 28 lipca 2000 spoczywa na Polskim Cmentarzu Wojennym w Katyniu.
5 października 2007 minister obrony narodowej Aleksander Szczygło mianował go pośmiertnie na stopień podpułkownika. Awans został ogłoszony 9 listopada 2007 w Warszawie, w trakcie uroczystości „Katyń Pamiętamy – Uczcijmy Pamięć Bohaterów”.

## Ordery i odznaczenia
- Krzyż Niepodległości z Mieczami – 7 lipca 1931 „za pracę w dziele odzyskania niepodległości”[16]
- Krzyż Walecznych
- Złoty Krzyż Zasługi – 25 maja 1939 „za zasługi w służbie wojskowej”[17]